# Чемпионат России по лёгкой атлетике 2000
Чемпионат России по лёгкой атлетике 2000 года проводился 22—26 июля в Туле на стадионе «Арсенал». На соревнованиях проходил главный этап отбора в сборную России для участия в легкоатлетическом турнире XXVII Летних Олимпийских игр в Сиднее, прошедшем 22—30 сентября. На протяжении 5 дней было разыграно 42 комплекта медалей.
В секторе для прыжка с шестом у мужчин третий результат сезона в мире показал вчерашний юниор Павел Герасимов, ставший чемпионом страны с результатом 5,85 м.
У мужчин в метании молота победил и отобрался в команду на Олимпийские игры 39-летний Василий Сидоренко, чемпион Европы 1994 года. При этом показанный им результат соответствовал самым высоким мировым стандартам — 81,75 м, 4-е место в рейтинге сезона.
Результат победительницы женского семиборья, 22-летней Елены Прохоровой, стал не только вторым в мировом сезоне 2000 года, но и лучшим в истории среди спортсменок до 23-х лет. Планка высшего мирового достижения среди молодёжи была поднята Еленой на отметку в 6765 очков. Подобный результат стал возможен благодаря тому, что спортсменка по ходу соревнований побила личные рекорды во всех семи дисциплинах.
Многократная победительница и призёрка Олимпийских игр, чемпионатов мира и Европы в беге на спринтерские дистанции 100 и 200 метров Ирина Привалова выиграла чемпионат России на дистанции 400 метров с барьерами. При этом решение о переходе в барьерный бег Ирина со своим мужем и тренером Владимиром Паращуком приняли менее года назад, начав подготовку к новой дисциплине только в феврале. А первый старт в своей карьере на данной дистанции спортсменка сделала лишь 12 июля, за 2 недели до отбора, и сразу выполнила олимпийский норматив, пробежав за 54,49.
Рекорды России среди юниоров на чемпионате установили две восходящие звезды российской лёгкой атлетики: Юрий Борзаковский в беге на 400 метров (45,84) и Елена Исинбаева в прыжке с шестом (4,40 м). Их результатов хватило для завоевания серебряных наград и попадания в сборную России на Олимпийские игры.
На протяжении 2000 года в различных городах были проведены также чемпионаты России в отдельных дисциплинах лёгкой атлетики:
- 18—19 февраля — зимний чемпионат России по длинным метаниям (Адлер)
- 20 февраля — зимний чемпионат России по спортивной ходьбе (Адлер)
- 12 марта — чемпионат России по полумарафону (Адлер)
- 16 апреля — чемпионат России по горному бегу (вверх) (Кисловодск)
- 23 апреля — чемпионат России по бегу на 100 км (Черноголовка)
- 8—9 мая — чемпионат России по суточному бегу по стадиону (Москва)
- 19—21 мая — чемпионат России по спортивной ходьбе (Москва)
- 20 мая — чемпионат России по горному бегу (вверх-вниз) (Токсово)
- 21 мая — чемпионат России по марафону (Москва)
- 3—4 сентября — чемпионат России по суточному бегу по шоссе (Санкт-Петербург)

## Медалисты

### Мужчины
| Дисциплина                          | Золото                                                                             | Золото             | Серебро                                                                                | Серебро            | Бронза                                                                              | Бронза            |
| ----------------------------------- | ---------------------------------------------------------------------------------- | ------------------ | -------------------------------------------------------------------------------------- | ------------------ | ----------------------------------------------------------------------------------- | ----------------- |
| 100 м (ветер: +1,9 м/с)             | Сергей Бычков Омская область                                                       | 10,27              | Дмитрий Васильев Нижегородская область                                                 | 10,30              | Валерий Кирдяшёв Волгоградская область                                              | 10,38             |
| 200 м (ветер: +0,6 м/с)             | Антон Галкин Санкт-Петербург                                                       | 21,07              | Олег Сергеев Тюменская область                                                         | 21,13              | Денис Николаев Санкт-Петербург                                                      | 21,14             |
| 400 м                               | Дмитрий Головастов Москва                                                          | 45,83              | Юрий Борзаковский Московская область                                                   | 45,84              | Андрей Семёнов Санкт-Петербург Свердловская область                                 | 45,85             |
| 800 м                               | Дмитрий Богданов Санкт-Петербург                                                   | 1.45,76            | Артём Мастров Татарстан                                                                | 1.46,04            | Борис Кавешников Свердловская область Московская область                            | 1.46,24           |
| 1500 м                              | Александр Скворцов Чувашия                                                         | 3.41,59            | Михаил Егинов Москва Ярославская область                                               | 3.42,35            | Андрей Федоренко Брянская область                                                   | 3.42,48           |
| 5000 м                              | Сергей Дрыгин Москва                                                               | 13.53,50           | Михаил Минюхин Санкт-Петербург                                                         | 13.56,99           | Дмитрий Семёнов Хакасия                                                             | 13.57,88          |
| 10 000 м                            | Дмитрий Максимов Вологодская область                                               | 28.39,87           | Александр Васильев Чувашия                                                             | 28.44,23           | Дмитрий Семёнов Хакасия                                                             | 28.53,85          |
| 3000 м с препятствиями              | Владимир Пронин Москва                                                             | 8.27,15            | Роман Усов Москва Курская область                                                      | 8.27,44            | Дмитрий Дроздов Пензенская область                                                  | 8.29,36           |
| 110 м с барьерами (ветер: −3,6 м/с) | Евгений Печёнкин Новосибирская область                                             | 13,45              | Андрей Кислых Кемеровская область                                                      | 13,76              | Павел Орешкин Москва                                                                | 14,02             |
| 400 м с барьерами                   | Владислав Ширяев Свердловская область Санкт-Петербург                              | 49,02              | Борис Горбань Москва                                                                   | 49,09              | Руслан Мащенко Москва Воронежская область                                           | 49,15             |
| Прыжок в высоту                     | Сергей Клюгин Москва                                                               | 2,33 м             | Пётр Брайко Санкт-Петербург                                                            | 2,28 м             | Ярослав Рыбаков Москва Ярославская область                                          | 2,28 м            |
| Прыжок с шестом                     | Павел Герасимов Москва                                                             | 5,85 м             | Радион Гатауллин Санкт-Петербург                                                       | 5,70 м             | Евгений Смирягин Санкт-Петербург                                                    | 5,65 м            |
| Прыжок в длину                      | Данил Буркеня Москва                                                               | 8,12 м (+0,6 м/с)  | Владимир Малявин Москва                                                                | 8,11 м (+0,3 м/с)  | Кирилл Сосунов Рязанская область                                                    | 8,04 м (−0,2 м/с) |
| Тройной прыжок                      | Денис Капустин Татарстан                                                           | 17,24 м (+0,4 м/с) | Геннадий Марков Ставропольский край                                                    | 16,89 м (+0,2 м/с) | Игорь Спасовходский Москва                                                          | 16,86 м (0,0 м/с) |
| Толкание ядра                       | Павел Чумаченко Иркутская область                                                  | 20,04 м            | Андрей Немчанинов Москва                                                               | 19,20 м            | Сергей Ляхов Москва                                                                 | 18,82 м           |
| Метание диска                       | Дмитрий Шевченко Краснодарский край                                                | 64,61 м            | Виталий Сидоров Московская область                                                     | 63,63 м            | Александр Боричевский Санкт-Петербург                                               | 62,52 м           |
| Метание молота                      | Василий Сидоренко Волгоградская область                                            | 81,75 м            | Алексей Загорный Москва                                                                | 79,37 м            | Илья Коновалов Курская область                                                      | 78,40 м           |
| Метание копья                       | Сергей Макаров Московская область                                                  | 86,11 м            | Владимир Овчинников Москва                                                             | 82,60 м            | Александр Иванов Санкт-Петербург                                                    | 76,68 м           |
| Десятиборье                         | Роман Разбейко Ростовская область                                                  | 7997 очков         | Дмитрий Иванов Санкт-Петербург                                                         | 7899 очков         | Николай Афанасьев Татарстан                                                         | 7646 очков        |
| Эстафета 4×100 м                    | Омская область Александр Макеев Александр Гусаченко Андрей Григорьев Сергей Бычков | 39,99              | Калининградская область Антон Спиридонов Александр Соколов Александр Охин Денис Фалько | 40,19              | Нижегородская область Дмитрий Девятов Евгений Лебедев Алексей Коконин Сергей Блинов | 41,20             |
| Эстафета 4×400 м                    | Нижегородская область Олег Мишуков Дмитрий Буйнов Сергей Бабаев Евгений Лебедев    | 3.08,45            | Москва · Константин Панов · Олег Ковалёв · Борис Горбань · Дмитрий Головастов          | 3.09,34            | Свердловская область Александр Усов Дмитрий Форшев Александр Ладейщиков Денис Сивов | 3.10,04           |

### Женщины
| Дисциплина                          | Золото                                                                    | Золото             | Серебро                                                                                 | Серебро            | Бронза                                                                           | Бронза             |
| ----------------------------------- | ------------------------------------------------------------------------- | ------------------ | --------------------------------------------------------------------------------------- | ------------------ | -------------------------------------------------------------------------------- | ------------------ |
| 100 м (ветер: +0,9 м/с)             | Наталья Игнатова Москва Брянская область                                  | 11,12              | Марина Транденкова Санкт-Петербург                                                      | 11,17              | Наталья Воронова Москва                                                          | 11,17              |
| 200 м (ветер: −0,4 м/с)             | Светлана Поспелова Санкт-Петербург                                        | 22,85              | Марина Транденкова Санкт-Петербург                                                      | 22,90              | Ирина Хабарова Свердловская область                                              | 23,05              |
| 400 м                               | Наталья Назарова Москва                                                   | 50,10              | Ольга Котлярова Свердловская область                                                    | 50,62              | Олеся Зыкина Тульская область Калужская область                                  | 50,80              |
| 800 м                               | Наталья Цыганова Московская область Челябинская область                   | 1.56,60            | Ольга Распопова Новосибирская область Московская область                                | 1.56,85            | Ирина Мистюкевич Курганская область                                              | 1.58,52            |
| 1500 м                              | Людмила Рогачёва Ставропольский край                                      | 4.01,73            | Наталья Горелова Москва                                                                 | 4.02,88            | Любовь Кремлёва Москва                                                           | 4.03,10            |
| 5000 м                              | Татьяна Томашова Пермская область                                         | 15.05,18           | Ольга Егорова Чувашия                                                                   | 15.05,52           | Галина Богомолова Башкортостан                                                   | 15.08,71           |
| 10 000 м                            | Галина Богомолова Башкортостан                                            | 31.29,66           | Лидия Григорьева Москва                                                                 | 31.30,83           | Людмила Бикташева Свердловская область Москва                                    | 31.33,58           |
| 3000 м с препятствиями              | Екатерина Волкова Курская область                                         | 10.09,18           | Наталья Черепанова Омская область                                                       | 10.11,86           | Татьяна Вилисова Свердловская область                                            | 10.12,07           |
| 100 м с барьерами (ветер: +0,4 м/с) | Наталья Шеходанова Чувашия Красноярский край                              | 12,88              | Юлия Граудынь Москва                                                                    | 12,92              | Светлана Лаухова Санкт-Петербург                                                 | 12,98              |
| 400 м с барьерами                   | Ирина Привалова Москва                                                    | 54,21              | Юлия Носова Красноярский край                                                           | 55,27              | Наталья Чулкова Владимирская область                                             | 55,73              |
| Прыжок в высоту                     | Марина Купцова Москва                                                     | 1,96 м             | Елена Елесина Московская область                                                        | 1,94 м             | Светлана Лапина Дагестан Московская область                                      | 1,94 м             |
| Прыжок с шестом                     | Елена Белякова Москва                                                     | 4,40 м             | Елена Исинбаева Волгоградская область                                                   | 4,40 м             | Светлана Феофанова Москва                                                        | 4,40 м             |
| Прыжок в длину                      | Татьяна Котова Москва Алтайский край                                      | 6,77 м (+0,1 м/с)  | Людмила Галкина Саратовская область                                                     | 6,66 м (+0,5 м/с)  | Ирина Мельникова Краснодарский край                                              | 6,64 м (+0,5 м/с)  |
| Тройной прыжок                      | Татьяна Лебедева Волгоградская область                                    | 14,82 м (−0,9 м/с) | Оксана Рогова Тамбовская область                                                        | 14,27 м (−1,1 м/с) | Инна Ласовская Москва                                                            | 14,24 м (−0,6 м/с) |
| Толкание ядра                       | Светлана Кривелёва Московская область                                     | 20,59 м            | Лариса Пелешенко Санкт-Петербург                                                        | 20,26 м            | Ольга Рябинкина Брянская область Санкт-Петербург                                 | 18,98 м            |
| Метание диска                       | Наталья Садова Нижегородская область                                      | 67,33 м            | Лариса Короткевич Краснодарский край                                                    | 64,37 м            | Оксана Есипчук Брянская область Санкт-Петербург                                  | 62,04 м            |
| Метание молота                      | Ольга Кузенкова Смоленская область                                        | 68,51 м            | Татьяна Константинова Смоленская область                                                | 66,79 м            | Алла Давыдова Москва                                                             | 65,50 м            |
| Метание копья                       | Татьяна Шиколенко Краснодарский край                                      | 65,57 м            | Екатерина Ивакина Ставропольский край                                                   | 60,83 м            | Оксана Макарова Московская область                                               | 59,79 м            |
| Семиборье                           | Елена Прохорова Кемеровская область                                       | 6765 очков         | Наталья Рощупкина Липецкая область                                                      | 6633 очка          | Дина Корицкая Краснодарский край                                                 | 6401 очко          |
| Эстафета 4×100 м                    | Москва · Анна Потапченко · Елена Семёнова · Ирина Титова · Оксана Экк     | 44,42              | Тульская область Надежда Рощупкина Олеся Зыкина Наталья Щербак Юлия Табакова            | 44,50              | Чувашия · Ирина Тюхай · Ольга Максимова · Марина Слушкина · Наталья Шеходанова   | 46,17              |
| Эстафета 4×400 м                    | Москва · Анна Ткач · Татьяна Левина · Татьяна Чебыкина · Наталья Назарова | 3.30,54            | Нижегородская область Марина Гришакова Татьяна Фирова Варвара Семёнова Ирина Прокофьева | 3.36,53            | Москва · Татьяна Цыплакова · Наталья Лавшук · Мария Лисниченко · Анна Потапченко | 3.36,66            |

## Зимний чемпионат России по длинным метаниям
Зимний чемпионат России по длинным метаниям 2000 прошёл 18—19 февраля в Адлере. Высокие результаты показали женщины в метании диска, где чемпионка мира 1993 года Ольга Чернявская оказалась сильнее первого номера сборной России Натальи Садовой (64,15 м против 63,53 м).

### Мужчины
| Дисциплина     | Золото                                      | Золото  | Серебро                           | Серебро | Бронза                          | Бронза  |
| -------------- | ------------------------------------------- | ------- | --------------------------------- | ------- | ------------------------------- | ------- |
| Метание диска  | Юрий Сеськин Санкт-Петербург                | 62,27 м | Алексей Рыженко Москва            | 58,47 м | Игорь Тучак Краснодарский край  | 56,93 м |
| Метание молота | Алексей Загорный Москва Ярославская область | 78,31 м | Сергей Кирмасов Орловская область | 74,79 м | Вадим Херсонцев Санкт-Петербург | 73,61 м |
| Метание копья  | Юрий Рыбин Липецкая область                 | 75,05 м | Александр Иванов Санкт-Петербург  | 73,80 м |                                 |         |

### Женщины
| Дисциплина     | Золото                               | Золото  | Серебро                               | Серебро | Бронза                                         | Бронза  |
| -------------- | ------------------------------------ | ------- | ------------------------------------- | ------- | ---------------------------------------------- | ------- |
| Метание диска  | Ольга Чернявская Ставропольский край | 64,15 м | Наталья Садова Нижегородская область  | 63,53 м | Валентина Иванова Москва Волгоградская область | 62,00 м |
| Метание молота | Ольга Кузенкова Смоленская область   | 70,39 м | Алла Давыдова Москва                  | 63,51 м | Татьяна Константинова Смоленская область       | 63,13 м |
| Метание копья  | Татьяна Шиколенко Краснодарский край | 62,71 м | Екатерина Ивакина Ставропольский край | 60,95 м | Оксана Макарова Московская область             | 59,92 м |

## Зимний чемпионат России по спортивной ходьбе
Зимний чемпионат России по спортивной ходьбе 2000 состоялся 20 февраля в Адлере. В мужском заходе на 20 км новый рекорд России установил Роман Рассказов — 1:18.07. Прежнее достижение Андрея Перлова, показанное в 1990 году, он превзошёл на 13 секунд.

### Мужчины
| Дисциплина      | Золото                         | Золото  | Серебро                            | Серебро | Бронза                                      | Бронза  |
| --------------- | ------------------------------ | ------- | ---------------------------------- | ------- | ------------------------------------------- | ------- |
| Ходьба на 20 км | Роман Рассказов Мордовия       | 1:18.07 | Семён Ловкин Удмуртия              | 1:20.12 | Владимир Станкин Москва                     | 1:20.31 |
| Ходьба на 35 км | Евгений Шмалюк Санкт-Петербург | 2:27.02 | Валерий Спицын Челябинская область | 2:27.54 | Андрей Стадничук Москва Кемеровская область | 2:29.14 |

### Женщины
| Дисциплина      | Золото                  | Золото  | Серебро                             | Серебро | Бронза                    | Бронза  |
| --------------- | ----------------------- | ------- | ----------------------------------- | ------- | ------------------------- | ------- |
| Ходьба на 20 км | Ирина Станкина Мордовия | 1:28.08 | Надежда Ряшкина Вологодская область | 1:28.16 | Олимпиада Иванова Чувашия | 1:28.52 |

## Чемпионат России по полумарафону
Чемпионат России по полумарафону 2000 прошёл 12 марта в Адлере.

### Мужчины
| Дисциплина  | Золото                               | Золото  | Серебро                      | Серебро | Бронза                 | Бронза  |
| ----------- | ------------------------------------ | ------- | ---------------------------- | ------- | ---------------------- | ------- |
| Полумарафон | Дмитрий Максимов Вологодская область | 1:03.59 | Сергей Лукин Санкт-Петербург | 1:04.00 | Сергей Федотов Бурятия | 1:04.02 |

### Женщины
| Дисциплина  | Золото                  | Золото  | Серебро                 | Серебро | Бронза                | Бронза  |
| ----------- | ----------------------- | ------- | ----------------------- | ------- | --------------------- | ------- |
| Полумарафон | Любовь Моргунова Москва | 1:13.32 | Зинаида Семёнова Москва | 1:13.56 | Ирина Суворова Москва | 1:14.38 |

## Чемпионат России по горному бегу (вверх)
Первый чемпионат России по горному бегу (вверх) состоялся 16 апреля 2000 года в Кисловодске, Ставропольский край. На старт вышли 14 участников (10 мужчин и 4 женщины) из 9 регионов России.

### Мужчины
| Дисциплина                       | Золото                      | Золото | Серебро                      | Серебро | Бронза                              | Бронза |
| -------------------------------- | --------------------------- | ------ | ---------------------------- | ------- | ----------------------------------- | ------ |
| 10 км перепад высот: +730 м −0 м | Александр Болтачёв Удмуртия | 45.56  | Олег Карасёв Санкт-Петербург | 46.12   | Дмитрий Королёв Вологодская область | 46.35  |

### Женщины
| Дисциплина                        | Золото                                   | Золото | Серебро                    | Серебро | Бронза                             | Бронза |
| --------------------------------- | ---------------------------------------- | ------ | -------------------------- | ------- | ---------------------------------- | ------ |
| 7,1 км перепад высот: +570 м −0 м | Светлана Демиденко Нижегородская область | 37.34  | Лилия Волкова Башкортостан | 37.57   | Ирина Можарова Саратовская область | 39.12  |

## Чемпионат России по бегу на 100 км
Чемпионат России по бегу на 100 километров прошёл 23 апреля в подмосковном городе Черноголовка. Николай Аринушкин и Надежда Карасёва впервые в карьере стали чемпионами страны.

### Мужчины
| Дисциплина | Золото                               | Золото  | Серебро                   | Серебро | Бронза                    | Бронза  |
| ---------- | ------------------------------------ | ------- | ------------------------- | ------- | ------------------------- | ------- |
| 100 км     | Николай Аринушкин Московская область | 6:55.38 | Сергей Ишмулкин Татарстан | 6:57.18 | Ильдар Ахметшин Татарстан | 6:57.33 |

### Женщины
| Дисциплина | Золото                       | Золото  | Серебро                             | Серебро | Бронза                          | Бронза  |
| ---------- | ---------------------------- | ------- | ----------------------------------- | ------- | ------------------------------- | ------- |
| 100 км     | Надежда Карасёва Саха−Якутия | 8:25.04 | Анастасия Сыромятникова Саха−Якутия | 8:46.55 | Ирина Коваль Московская область | 8:54.05 |

## Чемпионат России по суточному бегу по стадиону
Чемпионат России по суточному бегу по стадиону прошёл 8—9 мая на стадионе «Октябрь» в Москве в рамках IX сверхмарафона «Сутки бегом». На старт вышли 48 легкоатлетов из 26 регионов страны (42 мужчины и 6 женщин). В третий раз подряд на пробеге «Сутки бегом» победила Ирина Реутович, вновь пробежавшая за сутки более 230 км. Высокий результат у мужчин показал чемпион Андрей Казанцев (256 869 м), опередивший второго призёра на 15 км.

### Мужчины
| Дисциплина   | Золото                               | Золото    | Серебро                           | Серебро   | Бронза                               | Бронза    |
| ------------ | ------------------------------------ | --------- | --------------------------------- | --------- | ------------------------------------ | --------- |
| Суточный бег | Андрей Казанцев Свердловская область | 256 869 м | Иван Лабутин Владимирская область | 241 394 м | Евгений Анисимов Ярославская область | 230 923 м |

### Женщины
| Дисциплина   | Золото                                 | Золото    | Серебро                 | Серебро   | Бронза                 | Бронза    |
| ------------ | -------------------------------------- | --------- | ----------------------- | --------- | ---------------------- | --------- |
| Суточный бег | Ирина Реутович Калининградская область | 230 438 м | Римма Пальцева Марий Эл | 218 037 м | Галина Гордеева Москва | 191 342 м |

## Чемпионат России по спортивной ходьбе
Чемпионат России по спортивной ходьбе 2000 года прошёл 19—21 мая в Москве. Были разыграны 3 комплекта медалей на олимпийских дистанциях 20 км у мужчин и женщин и 50 км у мужчин. Дистанция была проложена по территории Спортивного комплекса «Лужники». На чемпионате был зафиксирован целый шквал рекордов. Роман Рассказов в ходьбе на 20 км второй раз в году обновил рекорд России и повторил высшее мировое достижение, преодолев дистанцию за 1:17.46. Ещё более впечатляющие результаты показали женщины на аналогичной дистанции. Сразу 5 спортсменок превысили прежний мировой рекорд, а победительница, Татьяна Гудкова, сбросила с него более 2-х минут — 1:25.18. Рекорд мира среди юниоров (до 20 лет) в ходьбе на 10 000 метров по стадиону установил Виктор Бураев — 38.46,4. А в заключительный день соревнований был переписан ещё один мировой рекорд. 34-летний Валерий Спицын грамотно рассчитал силы на дистанции 50 км, оторвавшись от своих преследователей на заключительных 10 километрах, и финишировал с временем 3:37.26.

### Мужчины
| Дисциплина      | Золото                             | Золото  | Серебро                   | Серебро | Бронза                                    | Бронза  |
| --------------- | ---------------------------------- | ------- | ------------------------- | ------- | ----------------------------------------- | ------- |
| Ходьба на 20 км | Роман Рассказов Мордовия           | 1:17.46 | Владимир Андреев Чувашия  | 1:18.16 | Дмитрий Есипчук Челябинская область       | 1:20.52 |
| Ходьба на 50 км | Валерий Спицын Челябинская область | 3:37.26 | Владимир Потёмин Мордовия | 3:39.21 | Николай Матюхин Москва Московская область | 3:42.02 |

### Женщины
| Дисциплина      | Золото                              | Золото  | Серебро                                    | Серебро | Бронза                  | Бронза  |
| --------------- | ----------------------------------- | ------- | ------------------------------------------ | ------- | ----------------------- | ------- |
| Ходьба на 20 км | Татьяна Гудкова Челябинская область | 1:25.18 | Ольга Полякова Мордовия Пензенская область | 1:25.20 | Ирина Станкина Мордовия | 1:25.29 |

## Чемпионат России по горному бегу (вверх-вниз)
II чемпионат России по горному бегу (вверх-вниз) состоялся 20 мая 2000 года в посёлке Токсово, Ленинградская область. На старт вышли 22 участника (20 мужчин и 2 женщины) из 6 регионов страны.

### Мужчины
| Дисциплина                           | Золото                       | Золото | Серебро                       | Серебро | Бронза                         | Бронза  |
| ------------------------------------ | ---------------------------- | ------ | ----------------------------- | ------- | ------------------------------ | ------- |
| 12 км перепад высот: +1400 м −1400 м | Игорь Кащеев Санкт-Петербург | 59.23  | Николай Константинов Удмуртия | 1:04.03 | Леонид Тихонов Санкт-Петербург | 1:04.47 |

### Женщины
| Дисциплина                          | Золото                                   | Золото | Серебро                            | Серебро | Бронза           | Бронза |
| ----------------------------------- | ---------------------------------------- | ------ | ---------------------------------- | ------- | ---------------- | ------ |
| 6,9 км перепад высот: +800 м −800 м | Светлана Демиденко Нижегородская область | 36.49  | Ирина Можарова Саратовская область | 40.21   | не вручалась [a] |        |

a  В женском забеге участвовали только 2 спортсменки.

## Чемпионат России по марафону
Чемпионат России по марафону 2000 состоялся 21 мая в Москве в рамках IV Московского марафона «Лужники».

### Мужчины
| Дисциплина | Золото                 | Золото  | Серебро                            | Серебро | Бронза                                  | Бронза  |
| ---------- | ---------------------- | ------- | ---------------------------------- | ------- | --------------------------------------- | ------- |
| Марафон    | Алексей Коробов Москва | 2:14.50 | Олег Стрижаков Воронежская область | 2:15.10 | Сергей Перминов Калининградская область | 2:18.50 |

### Женщины
| Дисциплина | Золото                              | Золото  | Серебро               | Серебро | Бронза                           | Бронза  |
| ---------- | ----------------------------------- | ------- | --------------------- | ------- | -------------------------------- | ------- |
| Марафон    | Ирина Сафарова Оренбургская область | 2:34.45 | Ирина Суворова Москва | 2:38.47 | Жанна Малькова Самарская область | 2:39.35 |

## Чемпионат России по суточному бегу по шоссе
Чемпионат России по суточному бегу по шоссе прошёл 3—4 сентября в Санкт-Петербурге в рамках 14-го пробега «Испытай себя». Победу у мужчин с лучшим результатом сезона в мире одержал Анатолий Кругликов — 261 437 м.

### Мужчины
| Дисциплина   | Золото                                | Золото    | Серебро                              | Серебро   | Бронза                       | Бронза    |
| ------------ | ------------------------------------- | --------- | ------------------------------------ | --------- | ---------------------------- | --------- |
| Суточный бег | Анатолий Кругликов Смоленская область | 261 437 м | Владимир Курбатов Краснодарский край | 257 024 м | Николай Матчитов Саха−Якутия | 247 050 м |

### Женщины
| Дисциплина   | Золото                  | Золото    | Серебро                             | Серебро   | Бронза | Бронза |
| ------------ | ----------------------- | --------- | ----------------------------------- | --------- | ------ | ------ |
| Суточный бег | Римма Пальцева Марий Эл | 226 299 м | Зинаида Шабалина Московская область | 172 356 м |        |        |

## Состав сборной России для участия в XXVII Летних Олимпийских играх
По итогам чемпионата и с учётом выполнения необходимых нормативов, в состав сборной для участия в XXVII Летних Олимпийских играх в Сиднее вошли 116 атлетов:
Мужчины
100 м: Сергей Бычков.

200 м: Александр Рябов.

Эстафета 4х100 м: Сергей Бычков, Дмитрий Васильев, Валерий Кирдяшёв, Александр Рябов, Сергей Слукин, Александр Смирнов.

400 м: Дмитрий Головастов.

Эстафета 4х400 м: Дмитрий Головастов, Юрий Борзаковский, Андрей Семёнов, Олег Ковалёв, Дмитрий Тенц, Руслан Мащенко, Дмитрий Богданов.

800 м: Юрий Борзаковский — имел освобождение от отбора, Дмитрий Богданов, Артём Мастров.

1500 м: Вячеслав Шабунин.

10 000 м: Дмитрий Максимов.

Марафон: Леонид Швецов — позднее снялся с соревнований, Дмитрий Капитонов, Павел Кокин.

3000 м с препятствиями: Владимир Пронин.

110 м с барьерами: Евгений Печёнкин, Андрей Кислых.

400 м с барьерами: Владислав Ширяев, Борис Горбань, Руслан Мащенко.

Прыжок в высоту: Вячеслав Воронин — имел освобождение от отбора, Сергей Клюгин, Пётр Брайко.

Прыжок с шестом: Максим Тарасов — имел освобождение от отбора, Павел Герасимов, Евгений Смирягин.

Прыжок в длину: Данил Буркеня, Владимир Малявин, Кирилл Сосунов.

Тройной прыжок: Денис Капустин, Геннадий Марков, Игорь Спасовходский.

Толкание ядра: Павел Чумаченко.

Метание диска: Дмитрий Шевченко, Виталий Сидоров, Александр Боричевский.

Метание молота: Василий Сидоренко, Алексей Загорный, Илья Коновалов.

Метание копья: Сергей Макаров, Владимир Овчинников.

Десятиборье: Лев Лободин — имел освобождение от отбора, Роман Разбейко.

Ходьба 20 км: Илья Марков, Роман Рассказов, Владимир Андреев.

Ходьба 50 км: Валерий Спицын, Владимир Потёмин, Николай Матюхин.
Женщины
100 м: Наталья Игнатова, Марина Транденкова, Наталья Воронова.

200 м: Марина Транденкова, Ирина Хабарова, Оксана Экк.

Эстафета 4х100 м: Наталья Игнатова, Марина Транденкова, Наталья Воронова, Ирина Хабарова, Марина Кислова, Оксана Экк.

400 м: Светлана Поспелова — имела освобождение от отбора, Наталья Назарова, Ольга Котлярова.

Эстафета 4х400 м: Светлана Поспелова, Наталья Назарова, Ольга Котлярова, Олеся Зыкина, Светлана Гончаренко, Юлия Сотникова, Ирина Привалова.

800 м: Наталья Цыганова, Ольга Распопова, Ирина Мистюкевич.

1500 м: Светлана Мастеркова — имела освобождение от отбора, Людмила Рогачёва, Наталья Горелова.

5000 м: Татьяна Томашова, Ольга Егорова.

10 000 м: Галина Богомолова, Лидия Григорьева, Людмила Бикташева.

Марафон: Валентина Егорова, Мадина Биктагирова, Любовь Моргунова.

100 м с барьерами: Наталья Шеходанова, Юлия Граудынь, Светлана Лаухова.

400 м с барьерами: Ирина Привалова, Юлия Носова, Наталья Чулкова.

Прыжок в высоту: Марина Купцова, Елена Елесина, Светлана Лапина.

Прыжок с шестом: Елена Белякова, Елена Исинбаева, Светлана Феофанова.

Прыжок в длину: Татьяна Котова, Людмила Галкина, Ольга Рублёва.

Тройной прыжок: Татьяна Лебедева, Оксана Рогова, Инна Ласовская.

Толкание ядра: Светлана Кривелёва, Лариса Пелешенко, Ольга Рябинкина.

Метание диска: Наталья Садова, Лариса Короткевич, Оксана Есипчук.

Метание молота: Ольга Кузенкова, Татьяна Константинова, Алла Давыдова.

Метание копья: Татьяна Шиколенко, Екатерина Ивакина, Оксана Макарова — позднее снялась с соревнований.

Семиборье: Елена Прохорова, Наталья Рощупкина, Дина Корицкая.

Ходьба 20 км: Татьяна Гудкова, Ольга Полякова, Ирина Станкина.